# Вајоминг (Делавер)
Вајоминг (енгл. Wyoming) град је у Округу Кент у америчкој савезној држави Делавер. По попису становништва из 2010. у њему је живело 1.313 становника

## Демографија
| Група             | 2000.       | 2010.       |
| Белци             | 886 (77,7%) | 933 (71,1%) |
| Афроамериканци    | 152 (13,3%) | 218 (16,6%) |
| Азијати           | 44 (3,9%)   | 35 (2,7%)   |
| Хиспаноамериканци | 29 (2,5%)   | 80 (6,1%)   |
| Укупно            | 1.141       | 1.313       |